# Dłużniewice
Dłużniewice [pronunciación en polaco: /dwuʐɲɛˈvit͡sɛ/] es un pueblo en el distrito administrativo de Gmina Żarnów, dentro del condado de Opoczno, Voivodato de Łódź, en el centro de Polonia. Se encuentra a unos 4 kilómetros al oeste de Żarnów, 19 kilómetros al suroeste de Opoczno, y 75 kilómetros al sureste de la capital regional Łódź.